# Ermin Bičakčić
Ermin Bičakčić (Zvornik, 24 januari 1990) is een Bosnisch voetballer die bij voorkeur als centrale verdediger speelt. Hij tekende in mei 2014 een driejarig contract bij TSG 1899 Hoffenheim, dat hem overnam van Eintracht Braunschweig. De Bosniak debuteerde in 2013 in het voetbalelftal van Bosnië en Herzegovina.

## Clubcarrière
Bičakčić debuteerde op 27 oktober 2010 in het betaald voetbal in het shirt van voor VfB Stuttgart, tijdens een wedstrijd in het kader van de DFB-Pokal tegen Chemnitzer FC. Op 1 december 2010 debuteerde hij in de UEFA Europa League, tegen BSC Young Boys. Achttien dagen later debuteerde hij in de Bundesliga tegen Bayern München.
Bičakčić verkaste op 8 januari 2012 naar Eintracht Braunschweig, dan actief in de 2. Bundesliga. Daar werd hij meteen basisspeler. Tussen februari 2012 en mei 2013 miste speelde hij op een na alle competitiewedstrijden van de club. In het seizoen 2012/13 eindigde hij met Eintracht Braunschweig als tweede in de 2. Bundesliga, goed voor promotie naar de Bundesliga.

## Statistieken
| Seizoen         | Club                   | Competitie      | Competitie | Competitie | Beker | Beker | Europa | Europa | Totaal | Totaal |
| Seizoen         | Club                   | Competitie      | Wed.       | Dlp.       | Wed.  | Dlp.  | Wed.   | Dlp.   | Wed.   | Dlp.   |
| --------------- | ---------------------- | --------------- | ---------- | ---------- | ----- | ----- | ------ | ------ | ------ | ------ |
| 2009-2010       | VfB Stuttgart II       | 3. Liga         | 12         | 0          | 0     | 0     | 0      | 0      | 12     | 0      |
| 2010-2011       | VfB Stuttgart II       | 3. Liga         | 10         | 0          | 0     | 0     | 0      | 0      | 10     | 0      |
| 2010-2011       | VfB Stuttgart          | Bundesliga      | 1          | 0          | 2     | 0     | 2      | 0      | 5      | 0      |
| 2011-2012       | VfB Stuttgart          | Bundesliga      | 0          | 0          | 1     | 0     | 0      | 0      | 1      | 0      |
| 2011-2012       | Eintracht Braunschweig | 2. Bundesliga   | 15         | 1          | 0     | 0     | 0      | 0      | 15     | 1      |
| 2012-2013       | Eintracht Braunschweig | 2. Bundesliga   | 33         | 3          | 2     | 0     | 0      | 0      | 35     | 3      |
| 2013-2014       | Eintracht Braunschweig | Bundesliga      | 31         | 1          | 1     | 0     | 0      | 0      | 32     | 1      |
| 2014-2015       | TSG 1899 Hoffenheim    | Bundesliga      | 24         | 1          | 4     | 1     | 0      | 0      | 28     | 2      |
| 2015-2016       | TSG 1899 Hoffenheim    | Bundesliga      | 21         | 0          | 1     | 0     | 0      | 0      | 22     | 0      |
| 2016-2017       | TSG 1899 Hoffenheim    | Bundesliga      | 18         | 1          | 1     | 0     | 0      | 0      | 19     | 1      |
| 2017-2018       | TSG 1899 Hoffenheim    | Bundesliga      | 9          | 0          | 1     | 0     | 3      | 0      | 13     | 0      |
| 2018-2019       | TSG 1899 Hoffenheim    | Bundesliga      | 14         | 1          | 2     | 0     | 3      | 0      | 19     | 1      |
| Carrière totaal | Carrière totaal        | Carrière totaal | 188        | 8          | 15    | 1     | 8      | 0      | 211    | 9      |

## Interlandcarrière
Bičakčić debuteerde op 14 augustus 2013 voor Bosnië en Herzegovina in Sarajevo tegen de Verenigde Staten. Hij speelde de volledige wedstrijd, die met 3-4 verloren ging. Op 10 september 2013 scoorde hij in Žilina in een WK-kwalificatiewedstrijd tegen Slovenië (1-2 winst). Bičakčić maakte deel uit van de ploeg die zich op dinsdag 15 oktober 2013 plaatste voor het WK voetbal 2014 in Brazilië. Bosnië en Herzegovina won die dag in het afsluitende WK-kwalificatiewedstrijd met 1-0 van gastland Litouwen in Kaunas, waardoor de selectie van bondscoach Safet Sušić zich voor het eerst in de geschiedenis kwalificeerde voor een WK-eindronde. De enige treffer in die wedstrijd kwam in de 68ste minuut op naam van aanvaller Vedad Ibišević van VfB Stuttgart.
1 Baumann  ·
2 Hranáč ·
3 Kadeřábek ·
4 Østigård ·
5 Kabak ·
6 Prömel ·
7 Bischof ·
8 Geiger ·
9 Bebou ·
13 Lenz ·
14 Orban ·
15 Gendrey ·
16 Stach ·
17 Tohumcu ·
18 Samassékou ·
19 Jurásek ·
20 Becker ·
21 Bülter ·
22 Prass ·
23 Hložek ·
25 Akpoguma ·
26 Tabaković ·
27 Kramarić ·
29 Touré ·
32 Busk ·
33 Moerstedt ·
34 N'Soki ·
35 Chaves ·
36 Petersson ·
52 Mokwa ·
53 Yardımcı ·
Coach: Ilzer
· Assistent-coach: Hübner
· Keeperstrainer: Stolz
1 Begović ·
2 Vršajević ·
3 Bičakčić ·
4 Spahić  ·
5 Kolašinac ·
6 Vranješ ·
7 Bešić ·
8 Pjanić ·
9 Ibišević ·
10 Misimović ·
11 Džeko ·
12 Fejzić ·
13 Mujdža ·
14 Hajrović ·
15 Šunjić ·
16 Lulić ·
17 Ibričić ·
18 Međunjanin ·
19 Višća ·
20 Hadžić ·
21 T. Sušić ·
22 Avdukić ·
23 Salihović ·
Coach: S. Sušić